# Рашка (община)
Рашка (серб. Рашка) — община в Сербии, входит в Рашский округ.
Население общины составляет 25 809 человек (2007 год), плотность населения составляет 39 чел./км². Занимаемая площадь — 670 км², из них 49,7 % используется в промышленных целях.
Административный центр общины — город Рашка. Община Рашка состоит из 61 населённого пункта, средняя площадь населённого пункта — 11,0 км².

## Статистика населения общины
| Год  | Население, чел. |
| ---- | --------------- |
| 1991 | 28 183          |
| 2001 | 27 073          |
| 2002 | 26 877          |
| 2003 | 26 623          |
| 2004 | 26 415          |
| 2005 | 26 265          |
| 2006 | 26 077          |
| 2007 | 25 809          |